# Највећи диносаур на свету
Највећи диносаур на свету или Велики Дино, реплика је тираносауруса рекса (Tyrannosaurus rex), у облику статуе 4,5 пута веће од његове стварне величине (висине 26,3 метара и дужине 46 метара ), изграђена од челика и плексигласа. Она представља симбол градића Драмхелера у чијој околини се налазе многобројне туристичке дестинације у надалеко познатој „долини диносуаруса“, у средишњем делу Алберте, једне од провинција Канаде. Ова туристичка дестинација удаљена је од Калгарија 138 km, Едмонтона 280 km и Банфа 264 km.
Сам мит о тираносаурусима њиховој величини и изгледу изазива велики страх код људи, а када се на то све додају разне информације о његовој агресивности добијен је савршен лик за туристичку атракцију у Драмхелер, која сваке године окупља више хиљада туриста из целог света, и доноси велике приходе градској управи.

## Положај
Највећи диносаур на свету налази се у централном делу Драмхелера (енгл. Drumheller) градићу у јужном делу средишње Алберте у Канади и статистичкој регији Јужна Алберта. Градић је смештен у зони рђаве земље (badlands) у долини реке Ред Дир на око 138 km североисточно од града Калгарија и 280 km од Едмонтона. 
У долини реке Ред Дир и ширм простору града налазе се бројна палеонтолошка налазишта у којима су откривни а и даље се откривају бројни фосилни остаци диносауруса. Због тога се често ово подручје дугачко 28 км и широко до 2 км назива и долином диносауруса. 
У овој долини на око 6 километара од центра Драмхелера налази се Тирелов краљевски музеј палеонтологије (отворен 1985) са преко 130.000 фосилних остатака диносауруса. Музеј је највећа и најпосећенији простор овог типа у целој Канади.
У самом Драмхелера као нека врста туристичке атракције и карактеристичног симбола за прапостојбину диносауруса изграђена је највећа статуа диносауруса на свету (реплика тираносауруса рекса) од фибергласа и челика, висока 25 м и дугачка 46 метара.

## Техничке карактеристике статуе
- Висина макете је 26,3 m (86 ft)
- У унутрашњости макете налази се 106 степеница којима се пење до врха или главе макете диносаура
- До 12 људи може истовремено да стане у уста овог диносаура макет
- Макета је 4,5 пута већи од стварне величине коју је имао Тиреносаур рекс
- Дужина макете је 46 m (151 ft)
- Макета је ташка 66 t (146.000 lb)
- Она је женкаа, а њено име је ....
- За израду мекете утрошено је 1.065.000,00 канадских долара.[4]

## Историјат изградње
Изградња највећег Дина на свету, као јединственог и револуционарног пројеката, захтевала је ангажовање и координацију многих професија и организација из различитих области. Како сама статуа у себи обједињује бројне компоненте и материјале током њене изградње почело се прво од темеља на коме је постављена снажне челичне конструкције, израђена у једној фирми Калгарију. Спољашњи део статуе или кожа диносауруса (која је од обојеног фибергласа) донета је из далеке Кине и Филипина, и накнадно монтирана на конструкцију. Потом је следили уређење околног простора и зграде са продају карата и сувенира.
Највећи светски Дино пројекат реализован је након три године планирања, пројектовања и изградње. Сама изградња требало је да почне 26. јула 1999. године и траје до 10. априла 2000. године, како би званично статуа била отворена до 13. октобра 2000. године. Међутим због сложености и јединствености овог подухвата, статуа је свечано отварена за посетиоце (са закашњењем од једне године), 13. октобра 2001. године.